# Солтановщина

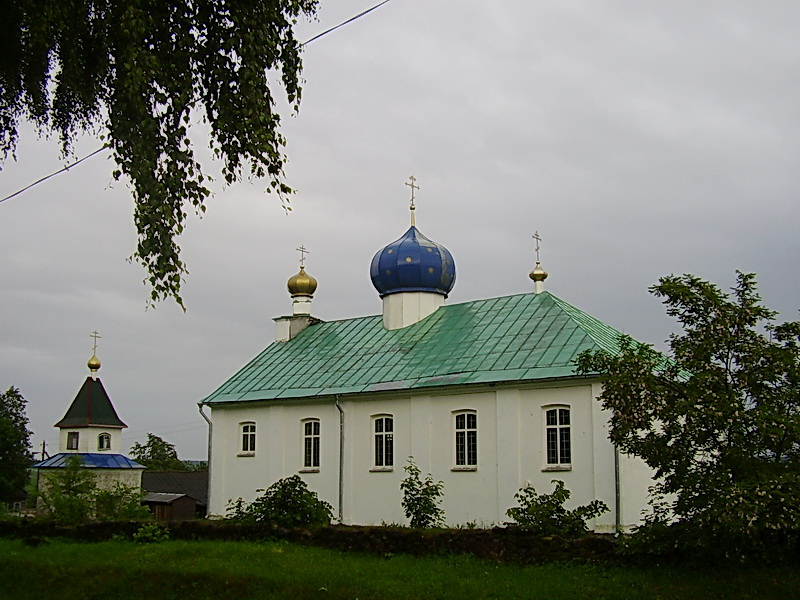
Троицкая церковь

Солтановщина (бел. Салта́наўшчына) — агрогородок в Несвижском районе Минской области Республики Беларусь. Входит в состав Ланского сельсовета, до 2013 году входил в состав Леоновичского сельсовета. Население 356 человек (2009).

## География
Солтановщина находится в 9 км к юго-востоку от центра Несвижа близ границы с Копыльским районом. Местность принадлежит бассейну Немана, по восточной окраине села протекает в своём верхнем течении река Выня. Через Солтановщину проходит автодорога Несвиж — Копыль, прочие местные дороги ведёт в окрестные деревни. Ближайшая ж/д станция в Клецке (линия Барановичи — Слуцк, 15 км на юго-запад).

## Достопримечательность
- Троицкая церковь (1826 год). Построена как католическая церковь, в середине XIX века передана православным. Памятник архитектуры позднего классицизма. Включена в Государственный список историко-культурных ценностей Республики Беларусь —  Историко-культурная ценность Республики Беларусь, шифр 613Г000498. Рядом с церковью отдельно стоящая двухъярусная каменная колокольня с шатровым завершением (XIX век)